# Wapnjarka
Wapnjarka (ukrainisch und russisch Вапнярка) ist eine Siedlung städtischen Typs in der Oblast Winnyzja. Der Name des Ortes leitet sich vom nordwestlich gelegenen Dorf Wapnjarky (Вапнярки) ab.

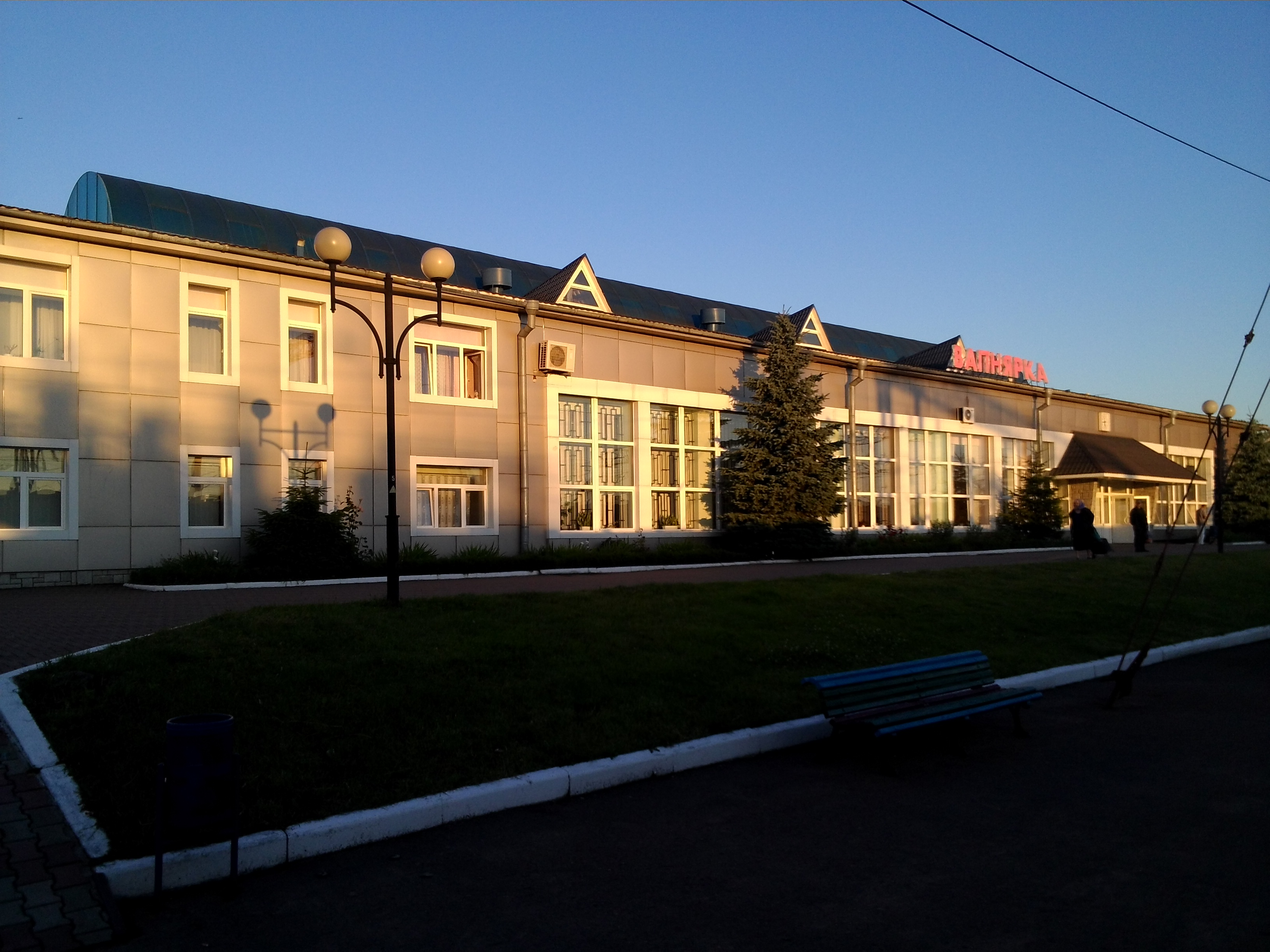
Bahnhofsgebäude im Ort

Der Ort entstand im Zuge des Baus der Eisenbahn von Schmerynka nach Podilsk Ende der 1860er Jahre, offiziell existiert er seit der Eröffnung einer Eisenbahnstation an der heutigen Bahnstrecke Krasne–Odessa, seit 1938 hat er den Status einer Siedlung städtischen Typs.
Im Zweiten Weltkrieg wurde der Ort an Rumänien angeschlossen, das nunmehrige Großrumänien errichtete beim Ort ein großes Konzentrationslager.
Von 1923 bis 1999 gab es vom Ort ausgehend auch eine schmalspurige Bahnstrecke ins westlich gelegene Jampil, diese Strecke ist heute großteils abgebaut.

## Verwaltungsgliederung
Am 31. März 2016 wurde die Siedlung zum Zentrum der neugegründeten Siedlungsgemeinde Wapnjarka (Вапнярська селищна громада/Wapnjarska selyschtschna hromada), zu dieser zählten auch das Dorf Kolodenka, bis dahin bildete sie die gleichnamige Siedlungsratsgemeinde Wapnjarka (Вапнярська селищна рада/Wapnjarska selyschtschna rada) im Osten des Rajons Tomaschpil.
Am 12. Juni 2020 kamen noch die 4 in der untenstehenden Tabelle aufgelisteten Dörfer zum Gemeindegebiet.
Am 17. Juli 2020 kam es im Zuge einer großen Rajonsreform zum Anschluss des Rajonsgebietes an den Rajon Tultschyn.
Folgende Orte sind neben dem Hauptort Wapnjarka Teil der Gemeinde:
| Name                     | Name       | Name                  |
| ukrainisch transkribiert | ukrainisch | russisch              |
| ------------------------ | ---------- | --------------------- |
| Antopil                  | Антопіль   | Антополь (Antopol)    |
| Kolodenka                | Колоденка  | Колоденка (Kolodenka) |
| Markiwka                 | Марківка   | Марковка (Markowka)   |
| Werbowa                  | Вербова    | Вербовая (Werbowaja)  |
| Wyssoke                  | Високе     | Высокое (Wyssokoje)   |